# Esteban Andrés Solari
Esteban Andrés Solari (Rosario, 2 de juny de 1980) és un futbolista argentí que juga com a davanter.